# Iguaba Grande
Iguaba Grande é um município do interior fluminense, localizado na Microrregião dos Lagos. Localiza-se a uma latitude 22º50'21" sul e a uma longitude 42º13'44" oeste, estando a uma altitude de dezoito metros. Sua população, conforme estimativas do IBGE de 2020, era de 28 837 habitantes.

## Lista de Prefeitos de Iguaba Grande
O município de Iguaba Grande, localizado na Região dos Lagos, foi emancipado de São Pedro da Aldeia em 8 de junho de 1995. Desde então, teve os seguintes prefeitos:

### Prefeitos Eleitos
| Nome                      | Período                          | Observações |
| ------------------------- | -------------------------------- | --- |
| Rodolfo Pedrosa           | 1995 – 1996                      | Primeiro prefeito, assumiu logo após a emancipação.                                                                                           |
| Hugo Canellas             | 1997 – 2000                      | Primeiro prefeito eleito pelo voto direto. |
| Oscar Magalhães           | 2001 – 2004                      | Eleito para suceder Hugo Canellas. |
| Hugo Canellas             | 2005 – 2008                      | Retornou ao cargo para um segundo mandato. |
| Oscar Magalhães           | janeiro de 2009 – abril de 2009  | Eleito novamente em 2008. Foi afastado pela Justiça Eleitoral para que sua nora Grasiella Magalhães pudesse concorrer às eleições municipais. |
| Daico Contador (interino) | Abril de 2009 – Dezembro de 2011 | Assumiu interinamente após o afastamento de Oscar Magalhães.                                                                                  |
| Grasiella Magalhães       | 2012 – 2018                      | Primeira mulher eleita prefeita, com foco em projetos sociais e infraestrutura.                                                               |
| Vantoil Medeiros Martins  | 2019 – 2020                      | Eleito em eleição suplementar após a cassação da prefeita anterior.                                                                           |
| Vantoil Medeiros Martins  | 2021 – 2024                      | Reeleito para um mandato completo. |
| Fabinho                   | 2025 – 2028                      | Eleito em 2024, assumirá o cargo em 1º de janeiro de 2025.                                                                                    |

## História
Em 13 de março de 1994, cerca de 94% dos eleitores compareceram às urnas, aprovando a emancipação do distrito de Iguaba Grande, que anteriormente pertencia a São Pedro da Aldeia. A emancipação foi oficializada pela Lei Estadual nº 2.407, de 8 de junho de 1995, sancionada pelo então governador do estado, Nilo Batista, tendo Rodolfo José Mesquita Pedroza como prefeito de São Pedro da Aldeia na época.
Iguaba Grande, conhecida como a "Princesinha da Região dos Lagos", possui 22 bairros e uma vasta área com loteamentos e condomínios. 
Fazendeiro Francisco Cunha
Sua história remonta à colonização da região, com destaque para a antiga fazenda Igarapiapunha, que pertencia ao fazendeiro Francisco Cunha. A família Cunha ainda possui forte presença na cidade, com filhos, netos e bisnetos residindo no local. Uma rua da cidade foi nomeada em homenagem ao fazendeiro, onde muitos de seus descendentes ainda vivem.
Informações adicionais:
* Origem do nome: "Iguaba" tem origem tupi e significa "lugar de muitas águas" ou "bebedouro".
* Colonização: A colonização das terras que hoje formam Iguaba Grande e São Pedro da Aldeia começou com a catequização dos povos indígenas pelos missionários jesuítas. Em 1617, os jesuítas fundaram a Aldeia de São Pedro.
* Marco histórico: A Capela de Nossa Senhora da Conceição, construída em 1761 pelo padre jesuíta Francisco Borges com ajuda dos índios, é um importante marco da história local.
* Desenvolvimento: Até meados do século XX, Iguaba Grande era um distrito com poucos habitantes e infraestrutura limitada. A partir da segunda metade do século XX, com o aumento do turismo na Região dos Lagos, a cidade passou por um rápido processo de desenvolvimento, com a criação de novos bairros e a expansão da área urbana.
* Economia: A economia de Iguaba Grande é baseada no turismo, no comércio e na pesca. A cidade possui belas praias e lagoas, que atraem visitantes de todo o país.
* Atualidade: Iguaba Grande é uma cidade em constante crescimento, com uma população de quase 30 mil habitantes. A cidade oferece boa infraestrutura e qualidade de vida, sendo um destino turístico popular na Região dos Lagos.No dia 13 de março de 1994, cerca de 94% dos eleitores foram as urnas concordando com a emancipação do distrito de Iguaba Grande, que pertencia a São Pedro da Aldeia. A emancipação se deu por intermédio da Lei Estadual 2 407, de 8 de junho de 1995, pelo então prefeito aldeense Rodolfo José Mesquita Pedroza.

## Etimologia
"Iguaba" é um termo de origem tupi que significa "lugar de beber água, bebedouro", através da junção dos termos  'y  (água),  'u (ingerir) e aba (lugar).

## Geografia
Iguaba Grande é uma cidade tanto com características de cidade de praia, quanto com características de cidade de interior. Há uma razoável zona rural na cidade. Conta com um distrito: Sapeatiba Mirim, que fica à cerca de 6 km do Centro, e tem como principal ponto turístico a Serra de Sapeatiba Mirim. O distrito é área de disputa com o município de São Pedro da Aldeia, desde sua emancipação.
Situado às margens da Lagoa de Araruama, possui clima quente, registrando temperatura média compensada de 24 °C. Segundo dados do Instituto Nacional de Meteorologia (INMET), desde fevereiro de 1992 a menor temperatura registrada em Iguaba Grande foi de 10,4 °C em 27 de junho de 1994 e a maior atingiu 40,3 °C em 9 de setembro de 1997, seguido por 40,2 °C em 28 de fevereiro de 2016. Acumulados de precipitação em 24 horas superiores a 100 mm foram: 225 mm em 5 de dezembro de 2009, 180 mm em 23 de janeiro de 2010, 134,2 mm em 27 de dezembro de 2008, 116,5 mm em 13 de fevereiro de 2006, 113,2 mm em 18 de maio de 2019 e 110,4 mm em 3 de março de 2020.
| Dados climatológicos para Iguaba Grande                                                        | Dados climatológicos para Iguaba Grande | Dados climatológicos para Iguaba Grande | Dados climatológicos para Iguaba Grande | Dados climatológicos para Iguaba Grande | Dados climatológicos para Iguaba Grande | Dados climatológicos para Iguaba Grande | Dados climatológicos para Iguaba Grande | Dados climatológicos para Iguaba Grande | Dados climatológicos para Iguaba Grande | Dados climatológicos para Iguaba Grande | Dados climatológicos para Iguaba Grande | Dados climatológicos para Iguaba Grande | Dados climatológicos para Iguaba Grande |
| Mês                                                                                            | Jan                                     | Fev                                     | Mar                                     | Abr                                     | Mai                                     | Jun                                     | Jul                                     | Ago                                     | Set                                     | Out                                     | Nov                                     | Dez                                     | Ano                                     |
| ---------------------------------------------------------------------------------------------- | --------------------------------------- | --------------------------------------- | --------------------------------------- | --------------------------------------- | --------------------------------------- | --------------------------------------- | --------------------------------------- | --------------------------------------- | --------------------------------------- | --------------------------------------- | --------------------------------------- | --------------------------------------- | --------------------------------------- |
| Temperatura máxima recorde (°C)                                                                | 38,2                                    | 40,2                                    | 38,2                                    | 37,7                                    | 35                                      | 35,4                                    | 36,7                                    | 36,8                                    | 40,3                                    | 37,4                                    | 38,4                                    | 38,4                                    | 40,3                                    |
| Temperatura máxima média (°C)                                                                  | 31,5                                    | 32,2                                    | 30,9                                    | 29,4                                    | 27                                      | 26,4                                    | 26                                      | 26,5                                    | 26,8                                    | 27,9                                    | 28,5                                    | 30,3                                    | 28,6                                    |
| Temperatura média compensada (°C)                                                              | 26,6                                    | 27                                      | 26,2                                    | 25                                      | 22,6                                    | 21,8                                    | 21,5                                    | 21,9                                    | 22,4                                    | 23,5                                    | 24,3                                    | 25,8                                    | 24,1                                    |
| Temperatura mínima média (°C)                                                                  | 23,3                                    | 23,7                                    | 23,1                                    | 21,7                                    | 19,3                                    | 18,3                                    | 17,8                                    | 18,3                                    | 19,2                                    | 20,5                                    | 21,2                                    | 22,6                                    | 20,8                                    |
| Temperatura mínima recorde (°C)                                                                | 18,2                                    | 18,6                                    | 18,8                                    | 15,7                                    | 13,8                                    | 10,4                                    | 10,5                                    | 12,4                                    | 11,9                                    | 15                                      | 14,6                                    | 16,9                                    | 10,4                                    |
| Precipitação (mm)                                                                              | 103,6                                   | 61                                      | 109,4                                   | 65,3                                    | 74,8                                    | 40,6                                    | 52,8                                    | 35,5                                    | 62                                      | 64,6                                    | 112,1                                   | 111,6                                   | 893,3                                   |
| Dias com precipitação (≥ 1 mm)                                                                 | 8                                       | 6                                       | 8                                       | 6                                       | 7                                       | 5                                       | 6                                       | 5                                       | 7                                       | 8                                       | 10                                      | 9                                       | 85                                      |
| Umidade relativa compensada (%)                                                                | 75,6                                    | 73,9                                    | 77,3                                    | 78                                      | 78,3                                    | 77,6                                    | 76,8                                    | 75,4                                    | 75,9                                    | 76,6                                    | 78,1                                    | 77,7                                    | 76,8                                    |
| Insolação (h)                                                                                  | 234,1                                   | 237,1                                   | 218,3                                   | 212,8                                   | 195,1                                   | 197,1                                   | 203,6                                   | 210,5                                   | 176,6                                   | 185,3                                   | 175,4                                   | 205,5                                   | 2 451,4                                 |
| Fonte: INMET (normal climatológica de 1991-2020; recordes de temperatura: 01/02/1992-presente) |                                         |                                         |                                         |                                         |                                         |                                         |                                         |                                         |                                         |                                         |                                         |                                         |                                         |

## Demografia

### Etnias
| Cor/Raça | Percentagem |
| -------- | ----------- |
| Branca   | 51,1%       |
| Parda    | 37,7%       |
| Negra    | 10,3%       |
| Amarela  | 0,6%        |
| Indígena | 0,05%       |

Fonte: IBGE

### Religião
| Religião         | Percentagem |
| ---------------- | ----------- |
| Católicos        | 40,7%       |
| Evangélicos      | 32,2%       |
| Espíritas        | 4%          |
| Sem Religião     | 19,2%       |
| Outras religiões | 3.9%        |

Fonte: IBGE

## Subdivisões

### Bairros
A cidade divide-se em 22 bairros oficiais:
- Andorinhas
- Canella's City
- Laguna Azul
- Parque Tamariz
- Centro
- Sopotó
- Pedreira
- Jardim Solares
- Boa Vista
- Estação
- Nova Iguaba
- São Miguel
- União
- Cidade Nova
- Vila Nova
- Igarapiapunha
- Arrastão das Pedras
- Ubás
- Coqueiros
- Sapeatiba-Mirim
- Iguaba Pequena
- Capivara

## Transportes
O município possui transporte coletivo urbano e intermunicipal operado pela Viação Montes Brancos e pela Auto Viação 1001, que também opera o transporte rodoviário intermunicipal na região. O acesso à Iguaba Grande se dá pela Rodovia Amaral Peixoto (RJ-106) e pela Via Lagos (RJ-124).
Iguaba Grande não possui uma rodoviária pública, sendo apenas um pequeno terminal particular de propriedade da Auto Viação 1001, que atende a si própria e aos ônibus urbanos da Viação Montes Brancos. Este pequeno terminal se situa às margens da RJ-106 e em frente à praia da Lagoa de Araruama, no bairro da Cidade Nova.
No passado, Iguaba Grande também já foi atendida por transporte ferroviário entre os anos de 1914 e 1962 pela Estrada de Ferro Maricá, que ligava o município a Cabo Frio e a Região Metropolitana do estado, nos municípios de Maricá, São Gonçalo e Niterói, o ponto terminal. A ferrovia era a responsável pelo escoamento da mineração local e da produção agrícola, salineira e pesqueira da região, além do transporte de passageiros. Após alguns anos de desativação, os trilhos foram retirados da cidade em 1966 e sua estação ferroviária foi posteriormente demolida. Esta, por sua vez, deu nome ao atual bairro residencial da Estação, local onde ela se situava antigamente no município.

## Galeria de Fotos
- Laguna Araruama, Iguaba Grande,RJ
- Orla da Praia em Iguaba Grande
- Praia em Iguaba Grande